# (1409) Isko
(1409) Isko est un astéroïde de la ceinture principale découvert le 8 janvier 1937 par l'astronome allemand Karl Wilhelm Reinmuth. Le lieu de découverte est Heidelberg (024). Sa désignation provisoire était 1937 AK.
Sa distance minimale d'intersection de l'orbite terrestre est de 1,531890 ua.